# نهائي كأس فرنسا 1972
نهائي كأس فرنسا 1972 هي المباراة النهائية من منافسة كأس فرنسا 1971–72، أقيمت المباراة في 4 يونيو 1972، في بارك دي برينس، بين فريقي أولمبيك مارسيليا، ونادي باستيا، وفاز فيها أولمبيك مارسيليا، وكان حكم المباراة Robert Frauciel ‏، وحضر المباراة 44069 شخصاً.